# 義塾高中前站
義塾高中前站（日语：／ Gijuku Koko Mae eki */?）是位於青森縣弘前市大字石川字野崎69番2號，弘南鐵道的大鰐線車站。車站編號為KW 09。在東奧義塾高等學校遷移至此站附近位置同時啟用。
2020年因應增設車站編號及多語言車站站牌，英文名稱由原來振假名拼音翻譯改為採用英文「High School」，中文站名亦採用「高中」而非沿用「高校」一詞。

## 車站構造
採用簡易車站模式，不設有站房，但因應上課時間人流較多，在月台出入口上建有1座簡易式工作室，早上時段會有職員負責檢票工作，但不設售票服務。

### 月台
側式月台1座，長度約為75米，並以無障礙斜道連接月台和地面。中央部份設有以舊路軌及木板所建成的候車室。除此以外並沒有其他的月台設施。列車靠站時，往大鰐方向為右側上車，往弘前方向為左側上車。
| 路線   | 方向 | 前往         |
| ------ | ---- | ------------ |
| 大鰐線 | 下行 | 中央弘前方向 |
| 大鰐線 | 上行 | 大鰐方向     |

## 歷史
- 1987年11月1日：車站啟用。
- 2020年10月10日：加入車站編號[1][2][3]，同時制定官方中文及英文車站名稱。

## 使用狀況
| 1日上落車人次 | 1日上落車人次 |
| 年度          | 1日平均人次   |
| ------------- | ------------- |
| 2011年        | 339           |
| 2012年        | 324           |
| 2013年        | 237           |
| 2014年        | 171           |
| 2015年        | 156           |
| 2016年        | 161           |
| 2017年        | 174           |
| 2018年        | 90            |
| 2019年        | 83            |
| 2020年        | 133           |
| 2021年        | 111           |
| 2022年        | 53            |

## 車站周邊
車站以東奧義塾高等學校命名，學校位於本站的西南方約500米，步行距離比JR石川站近得多，然而，相比直線距離只有約250米的石川站，本站周邊主要為農地，能覆蓋的住宅區範圍比JR車站少得多，因此除了通學時間外，其他時間均業務清閒。

## 相鄰車站
弘南鐵道
大鰐線
石川（KW 10）－義塾高中前（KW 19）－津輕大澤（KW 08）

## 外部連結
- 義塾高中前站（日語） （各站資訊） - 弘南鐵道